# Okrug Hlohovec
Okrug Hlohovec (svk. Okres Hlohovec, mađ. Galgóci járás) nalazi se u zapadnoj Slovačkoj u Trnavskom kraju.  U okrugu živi 42 762 stanovnika, dok je gustoća naseljenosti 160,02 stan/km². Ukupna površina okruga je 267,22 km². Glavni grad okruga Hlohovec je istoimeni grad Hlohovec s 19 458 stanovnika.

## Stanovništvo
| Godina:     | 1994.  | 2004.   | 2014.   | 2024.   |
| ----------- | ------ | ------- | ------- | ------- |
| Broj ljudi: | 45 494 | 45 282  | 45 723  | 42 762  |
| Razlika:    |        | −0,46 % | +0,97 % | −6,47 % |

| Godina:     | 2023.  | 2024.   |
| ----------- | ------ | ------- |
| Broj ljudi: | 43 197 | 42 762  |
| Razlika:    |        | −1,00 % |

## Gradovi
- Hlohovec
- Leopoldov

## Općine
| - Bojničky - Červeník - Dolné Otrokovce - Dolné Trhovište - Dolné Zelenice - Dvorníky - Horné Otrokovce - Horné Trhovište | - Horné Zelenice - Jalšové - Kľačany - Koplotovce - Madunice - Merašice - Pastuchov - Ratkovce | - Sasinkovo - Siladice - Tekolďany - Tepličky - Trakovice - Žlkovce |

## Vanjske poveznice
- Karakteristike okruga Hlohovec  Arhivirana inačica izvorne stranice od 18. ožujka 2008. (Wayback Machine)
- Hlohovec - Informacijska stranica